# Robert Oppenheimer

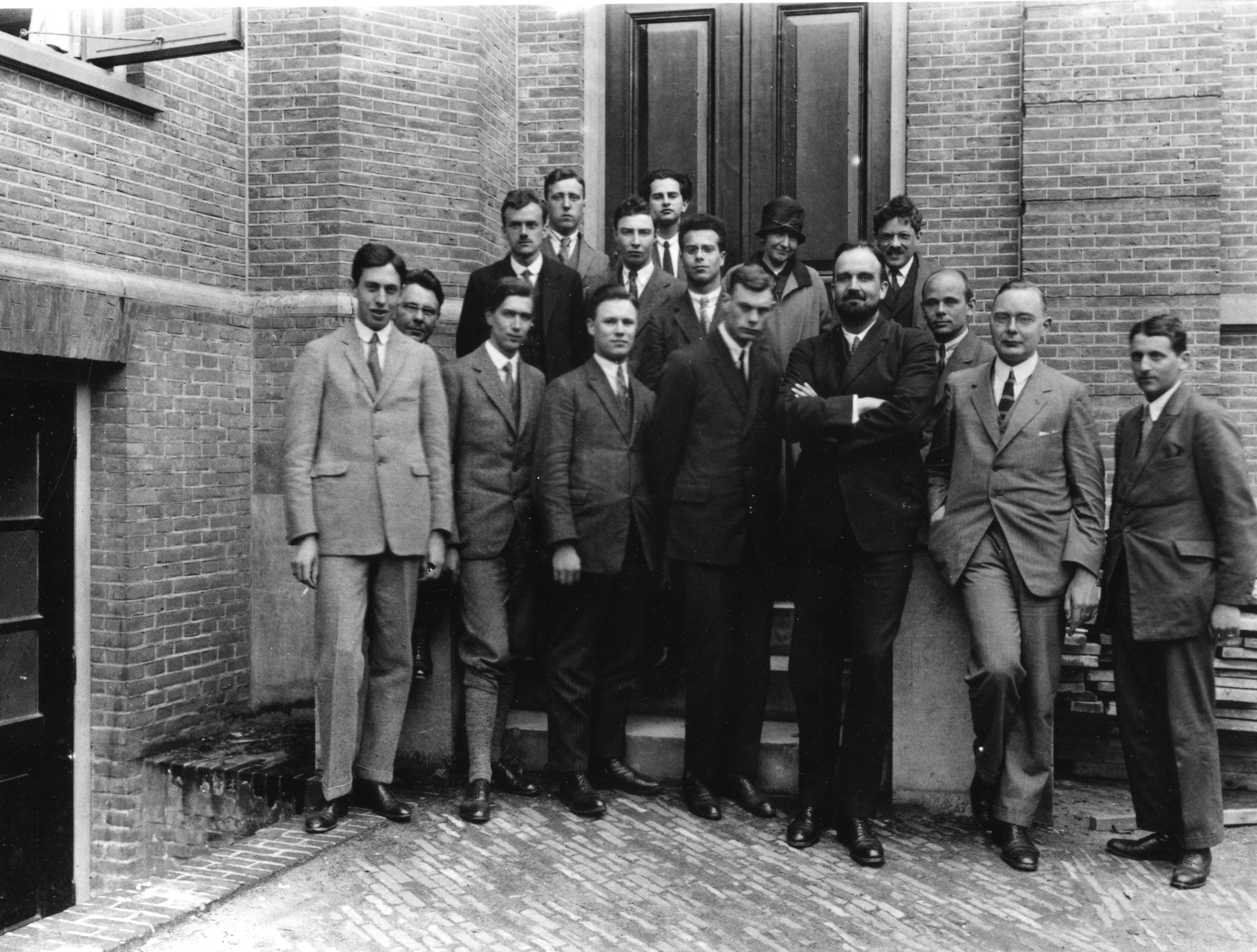
Heike Kamerlingh Onnes Laboratorium i Leiden, Holland, 1926. Oppenheimer står i andra raden uppifrån, andra från vänster.

Julius Robert Oppenheimer, född 22 april 1904 i New York, död 18 februari 1967 i Princeton, New Jersey, var en amerikansk teoretisk fysiker och professor i fysik vid University of California, Berkeley.

## Biografi
Oppenheimer kom från en förmögen judisk familj med en imponerande konstsamling med tavlor av Picasso, Vuillard och van Gogh. Hans far Julius Seligmann Oppenheimer var en framgångsrik textilimportör, och hans mor Ella Friedman var målare.  Robert Oppenheimer har kommit att kallas "atombombens fader" då han var administrativ/vetenskaplig ledare för Manhattanprojektet, vilket var kodnamnet för det hemliga forskningsprojekt som stod bakom USA:s framtagande av den första atombomben under andra världskriget. Projektets första provsprängning, Trinitytestet, ägde rum i öknen vid Holloman Air Force Base och provsprängningsområdet White Sands Proving Ground i New Mexico den 16 juli 1945. Oppenheimer, som bevittnade sprängningen, tänkte för sig själv på en rad ur det hinduiska diktverket Bhagavadgita, ”Jag har blivit Döden, världarnas förintare”.
Efter kriget blev Oppenheimer huvudrådgivare till det nybildade Atomic Energy Commission och använde bland annat denna befattning till att utöva påtryckningar för internationell kontroll över kärnvapen och kärnkraft. Detta för att motverka kärnvapenspridning samt kapprustning med Sovjetunionen. Efter att hamnat i onåd hos många politiker efter att frispråkigt uttalat sina åsikter under McCarthyeran, fick han 1954 sitt intyg om verkställd säkerhetskontroll återkallat i en mycket uppmärksammad prövning. Även om detta fråntog honom hans direkta politiska inflytande fortsatte han hålla föreläsningar, skriva och arbeta inom fysiken. Oppenheimer blev 1963, som en gest om politisk återupprättelse, tilldelad Enrico Fermi-priset av John F. Kennedy. På grund av mordet på John F. Kennedy blev priset istället överräckt av hans efterträdare Lyndon B. Johnson.  
Oppenheimers främsta insatser inom fysiken är Born–Oppenheimer-approximationen, arbetet med teorin om elektroner och positroner samt de första förutsägelserna om tunneleffekten. Tillsammans med sina studenter gjorde han även betydelsefulla insatser inom den moderna teorin om neutronstjärnor och svarta hål, såväl som inom kvantmekanik, kvantfältteori och växelverkan mellan kosmiska partiklar. Som lärare och befrämjare av vetenskap är han ihågkommen som en av grundarna av den amerikanska skolan inom teoretisk fysik som under 1930-talet blev en av de världsledande. Efter andra världskriget blev han rektor över Institute for Advanced Study vid Princeton University.

## Eftermäle
- Asteroiden 67085 Oppenheimer[8]
- Nedslagskratern Oppenheimer på månen[9]